# Jonathan Richards
Jonathan Richards, né le 31 mars 1954 à Birmingham, est un skipper britannique.

## Carrière
Jonathan Richards participe aux Jeux olympiques de 1984 à Los Angeles et remporte la médaille de bronze dans l'épreuve du Flying Dutchman.